# Ogdensburg (Wisconsin)
Ogdensburg – wieś w Stanach Zjednoczonych, w stanie Wisconsin, w hrabstwie Waupaca.